# Sinus Honoris
Sinus Honoris (Bahía del Honor) es una bahía de la cara visible de la Luna situada en la parte occidental del Mare Tranquillitatis. Tiene un diámetro de 111.61 km.
La bahía tiene una amplia entrada y está bordeada por terrenos irregulares al norte y al suroeste. Unos sistemas de grietas se extienden al norte y al sur de la bahía en el lugar donde esta se une al mar. El sistema del norte se llama Rimae Maclear. En el extremo sur de la entrada de la bahía se encuentra la Rimae Sosigenes.

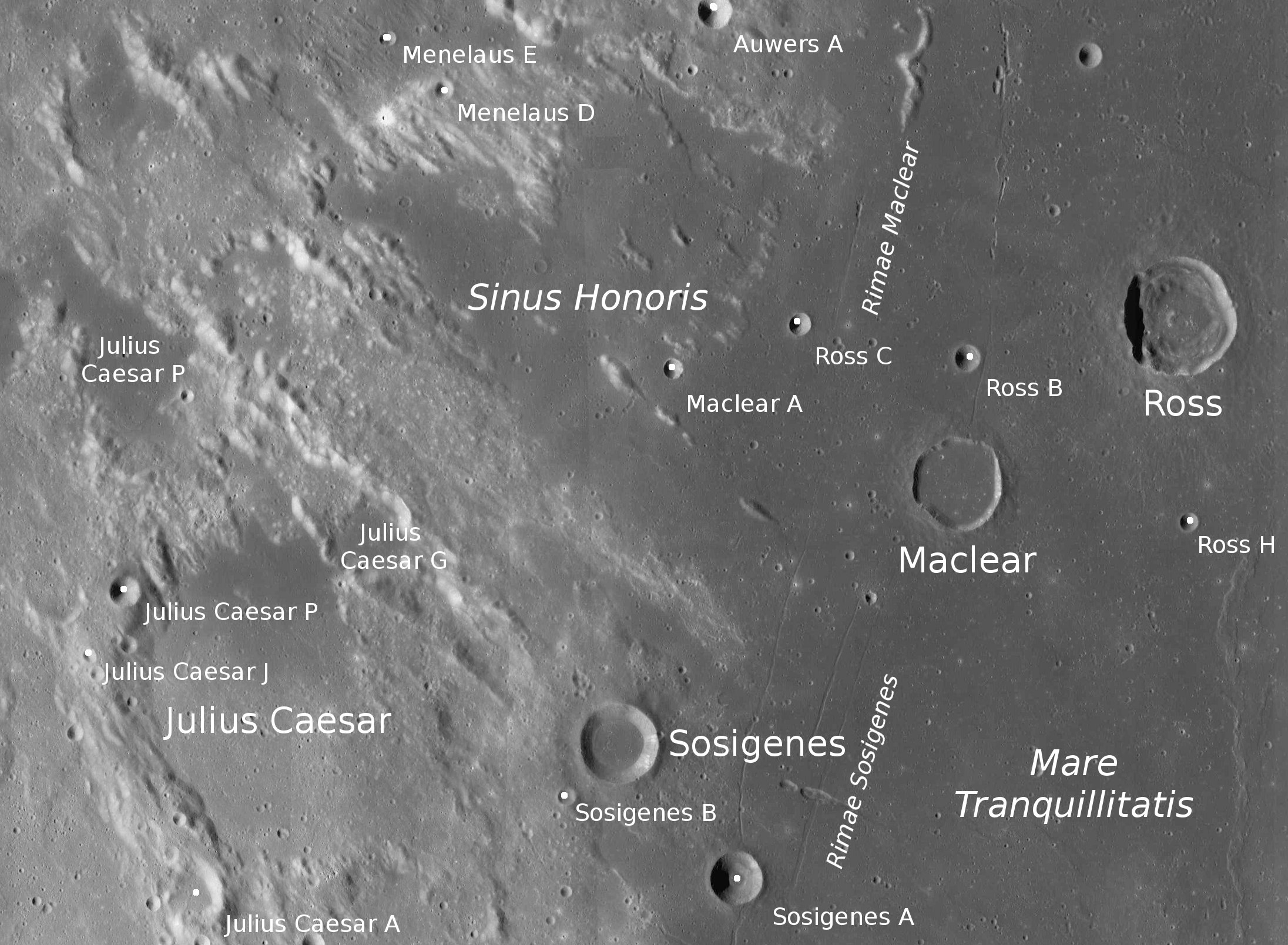
Sinus Honoris